# Ruislip
Ruislip är en ort i Storbritannien.   Den ligger i grevskapet Greater London och riksdelen England, i den södra delen av landet, 22 km väster om huvudstaden London. Ruislip ligger 53 meter över havet och antalet invånare är 31 000.
Terrängen runt Ruislip är platt, och sluttar söderut. Runt Ruislip är det mycket tätbefolkat, med 4 670 invånare per kvadratkilometer. Närmaste större samhälle är Watford, 9,3 km norr om Ruislip. Runt Ruislip är det i huvudsak tätbebyggt.